# Dialogisme

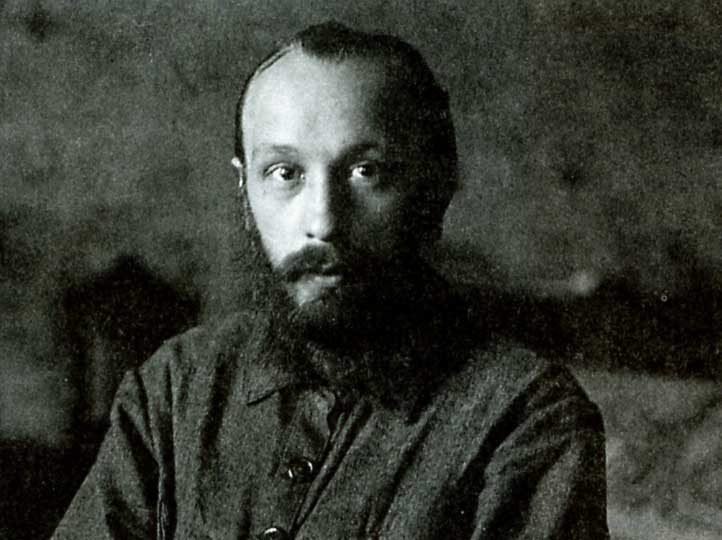
Mikhail Bachtin

Dialogisme en dialogisch verwijst in de eerste plaats naar de opvatting van intertekstualiteit van de Russische taalkundige Michail Bachtin dat elke taaluiting naar andere taaluitingen verwijst. Woorden en zinnen staan anders gezegd niet op zichzelf, omdat ze eerder al in talloze contexten gesproken en geschreven zijn. Zij zijn ingebed in een web van relaties. Het dialogische werk voert een voortdurende dialoog met andere literaire werken en auteurs. Het tegengestelde van dialogisme is monologisme, waarbij geen verschillende stemmen doorklinken doordat bijvoorbeeld alles door een alwetende verteller wordt verteld.
Dialogisme verwijst specifiek naar intertekstualiteit binnen eenzelfde tekst. Wat de lezer weet over het karakter van een personage wordt hem door verschillende stemmen in het verhaal verteld, en pas dan kan hij zich een beeld vormen over dat personage. Doordat soms tegenstrijdige meningen te horen zijn, is meerduidigheid een typerend kenmerk van de moderne roman. Bachtin geeft zelf als voorbeeld de romans van Fjodor Dostojevski. Als voorbeeld van de tegenhanger, het (minderwaardige) monologisch vertellen, verwijst hij naar de verhalen van Lev Tolstoj.  